# Wereldbeker schansspringen 2023/2024
De wereldbeker schansspringen 2023/2024 ging van start op 25 november 2025 in het Finse Ruka en eindigde op 24 maart 2024 in het Sloveense Planica.
Dit schansspringseizoen telde verschillende hoogtepunten, zo waren er het Vierschansentoernooi en de wereldkampioenschappen skivliegen. De schansspringer die op het einde van het seizoen de meeste punten had verzameld, won de algemene wereldbeker. De wedstrijden op de wereldkampioenschappen telden niet mee voor de algemene wereldbeker.

## Mannen

### Kalender

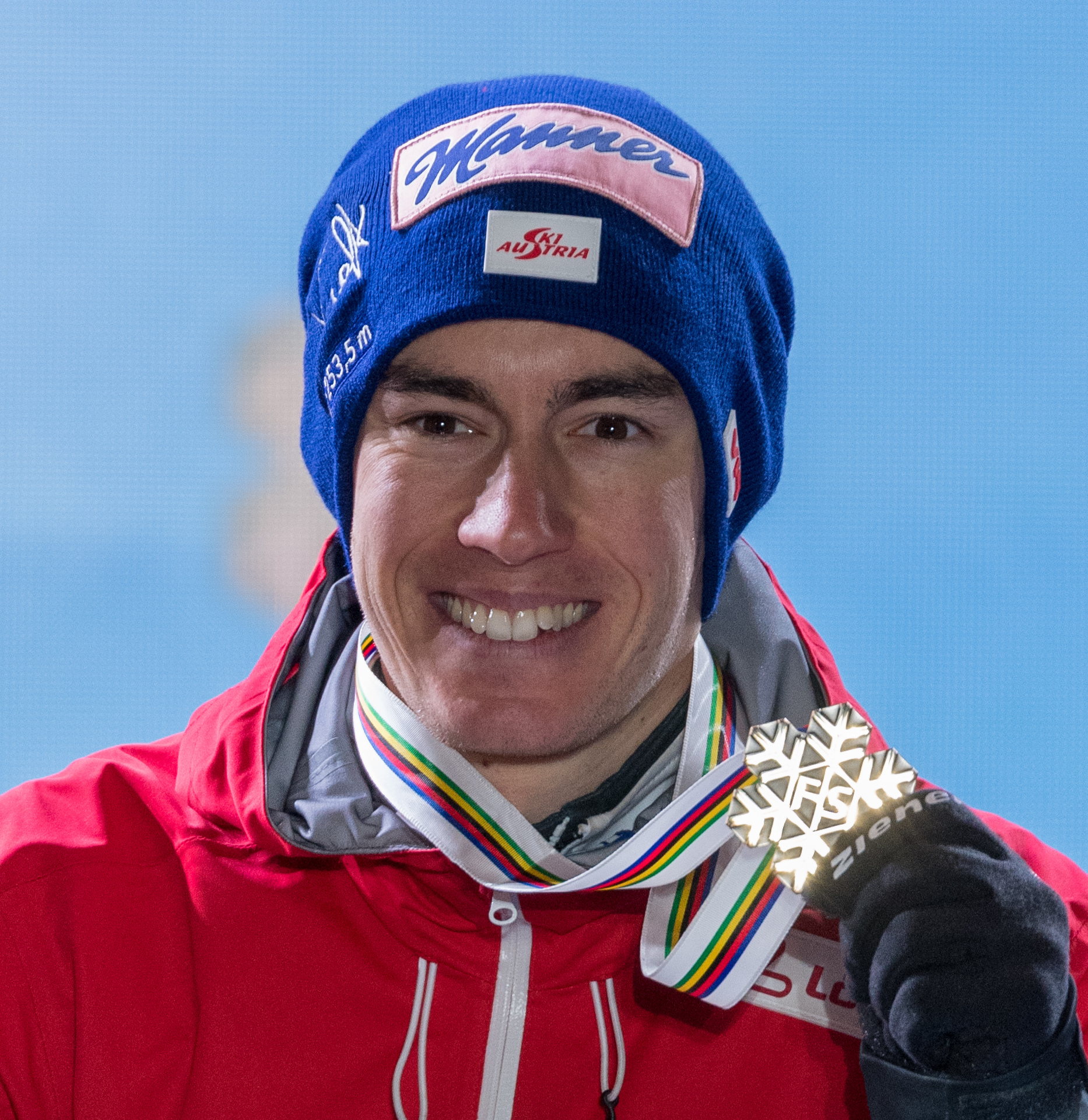
Stefan Kraft

| Datum                                                                               | Plaats                          | Schans                          | Opmerking                       | Eerste                                                                                        | Tweede                                                              | Derde                                                                           |
| ----------------------------------------------------------------------------------- | ------------------------------- | ------------------------------- | ------------------------------- | --------------------------------------------------------------------------------------------- | ------------------------------------------------------------------- | ------------------------------------------------------------------------------- |
| 25/11/2023                                                                          | Kuusamo                         | HS142                           | Avond                           | Stefan Kraft                                                                                  | Pius Paschke                                                        | Stephan Leyhe                                                                   |
| 26/11/2023                                                                          | Kuusamo                         | HS142                           | Avond                           | Stefan Kraft                                                                                  | Jan Hörl                                                            | Andreas Wellinger                                                               |
| 02/12/2023                                                                          | Lillehammer                     | HS98                            | Avond                           | Stefan Kraft                                                                                  | Andreas Wellinger                                                   | Daniel Tschofenig                                                               |
| 03/12/2023                                                                          | Lillehammer                     | HS140                           | Avond                           | Stefan Kraft                                                                                  | Andreas Wellinger                                                   | Jan Hörl                                                                        |
| 09/12/2023                                                                          | Klingenthal                     | HS140                           | Avond                           | Karl Geiger                                                                                   | Stefan Kraft                                                        | Ryoyu Kobayashi                                                                 |
| 10/12/2023                                                                          | Klingenthal                     | HS140                           | Avond                           | Karl Geiger                                                                                   | Gregor Deschwanden                                                  | Andreas Wellinger                                                               |
| 16/12/2023                                                                          | Engelberg                       | HS140                           | Avond                           | Pius Paschke                                                                                  | Marius Lindvik                                                      | Stefan Kraft                                                                    |
| 17/12/2023                                                                          | Engelberg                       | HS140                           | Avond                           | Stefan Kraft                                                                                  | Jan Hörl                                                            | Pius Paschke                                                                    |
| Vierschansentoernooi 2024                                                           |                                 |                                 |                                 |                                                                                               |                                                                     |                                                                                 |
| 29/12/2023                                                                          | Oberstdorf                      | HS137                           | Avond                           | Andreas Wellinger                                                                             | Ryoyu Kobayashi                                                     | Stefan Kraft                                                                    |
| 01/01/2024                                                                          | Garmisch-Partenkirchen          | HS142                           |                                 | Anže Lanišek                                                                                  | Ryoyu Kobayashi                                                     | Andreas Wellinger                                                               |
| 03/01/2024                                                                          | Innsbruck                       | HS130                           |                                 | Jan Hörl                                                                                      | Ryoyu Kobayashi                                                     | Michael Hayböck                                                                 |
| 06/01/2024                                                                          | Bischofshofen                   | HS142                           | Avond                           | Stefan Kraft                                                                                  | Ryoyu Kobayashi                                                     | Anže Lanišek                                                                    |
| Eindstand Vierschansentoernooi:                                                     | Eindstand Vierschansentoernooi: | Eindstand Vierschansentoernooi: | Eindstand Vierschansentoernooi: | Ryoyu Kobayashi                                                                               | Andreas Wellinger                                                   | Stefan Kraft                                                                    |
| 13/01/2024                                                                          | Wisła                           | HS134                           | Superteam                       | Slovenië Lovro Kos Anže Lanišek                                                               | Oostenrijk Manuel Fettner Jan Hörl                                  | Duitsland Stephan Leyhe Andreas Wellinger                                       |
| 14/01/2024                                                                          | Wisła                           | HS134                           |                                 | Ryoyu Kobayashi                                                                               | Stefan Kraft                                                        | Andreas Wellinger                                                               |
| 17/01/2024                                                                          | Szczyrk                         | HS104                           |                                 | Afgelast, vanwege te sterke wind                                                              | Afgelast, vanwege te sterke wind                                    | Afgelast, vanwege te sterke wind                                                |
| 20/01/2024                                                                          | Zakopane                        | HS140                           | Team                            | Oostenrijk Michael Hayböck Manuel Fettner Jan Hörl Stefan Kraft                               | Slovenië Lovro Kos Domen Prevc Peter Prevc Anže Lanišek             | Duitsland Pius Paschke Karl Geiger Stephan Leyhe Andreas Wellinger              |
| 21/01/2024                                                                          | Zakopane                        | HS140                           |                                 | Stefan Kraft                                                                                  | Andreas Wellinger                                                   | Anže Lanišek                                                                    |
| 25 tot en met 28 januari: Wereldkampioenschappen skivliegen 2024 in Bad Mitterndorf |                                 |                                 |                                 |                                                                                               |                                                                     |                                                                                 |
| 03/02/2024                                                                          | Willingen                       | HS147                           | Avond                           | Johann André Forfang                                                                          | Ryoyu Kobayashi                                                     | Kristoffer Eriksen Sundal                                                       |
| 04/02/2024                                                                          | Willingen                       | HS147                           | Avond                           | Andreas Wellinger                                                                             | Ryoyu Kobayashi                                                     | Gregor Deschwanden                                                              |
| 10/02/2024                                                                          | Lake Placid                     | HS128                           | Avond                           | Lovro Kos                                                                                     | Ryoyu Kobayashi                                                     | Gregor Deschwanden                                                              |
| 10/02/2024                                                                          | Lake Placid                     | HS128                           | Superteam                       | Oostenrijk Michael Hayböck Stefan Kraft                                                       | Duitsland Philipp Raimund Andreas Wellinger                         | Noorwegen Marius Lindvik Johann André Forfang                                   |
| 11/02/2024                                                                          | Lake Placid                     | HS128                           |                                 | Stefan Kraft                                                                                  | Philipp Raimund Lovro Kos                                           |                                                                                 |
| 17/02/2024                                                                          | Sapporo                         | HS137                           |                                 | Stefan Kraft                                                                                  | Ryoyu Kobayashi                                                     | Andreas Wellinger                                                               |
| 18/02/2024                                                                          | Sapporo                         | HS137                           |                                 | Domen Prevc                                                                                   | Ryoyu Kobayashi                                                     | Kristoffer Eriksen Sundal                                                       |
| 23/02/2024                                                                          | Oberstdorf                      | HS235                           | Skivliegen Superteam            | Slovenië Timi Zajc Domen Prevc                                                                | Noorwegen Kristoffer Eriksen Sundal Johann André Forfang            | Oostenrijk Michael Hayböck Stefan Kraft                                         |
| 24/02/2024                                                                          | Oberstdorf                      | HS235                           | Skivliegen                      | Timi Zajc                                                                                     | Peter Prevc                                                         | Stefan Kraft                                                                    |
| 25/02/2024                                                                          | Oberstdorf                      | HS235                           | Skivliegen                      | Stefan Kraft                                                                                  | Peter Prevc                                                         | Ryoyu Kobayashi                                                                 |
| 01/03/2024                                                                          | Lahti                           | HS130                           | Avond                           | Lovro Kos                                                                                     | Andreas Wellinger                                                   | Ryoyu Kobayashi                                                                 |
| 02/03/2024                                                                          | Lahti                           | HS130                           | Team Avond                      | Noorwegen Johann André Forfang Halvor Egner Granerud Kristoffer Eriksen Sundal Marius Lindvik | Oostenrijk Daniel Tschofenig Stephan Embacher Jan Hörl Stefan Kraft | Duitsland Pius Paschke Stephan Leyhe Philipp Raimund Andreas Wellinger          |
| 03/03/2024                                                                          | Lahti                           | HS130                           | Avond                           | Jan Hörl                                                                                      | Peter Prevc                                                         | Aleksander Zniszczoł                                                            |
| Raw Air 2024                                                                        |                                 |                                 |                                 |                                                                                               |                                                                     |                                                                                 |
| 09/03/2024                                                                          | Oslo                            | HS134                           |                                 | Stefan Kraft                                                                                  | Kristoffer Eriksen Sundal                                           | Jan Hörl                                                                        |
| 10/03/2024                                                                          | Oslo                            | HS134                           |                                 | Johann André Forfang                                                                          | Ryoyu Kobayashi                                                     | Stefan Kraft                                                                    |
| 12/03/2024                                                                          | Trondheim                       | HS105                           | Avond                           | Ryoyu Kobayashi                                                                               | Peter Prevc                                                         | Jan Hörl                                                                        |
| 13/03/2024                                                                          | Trondheim                       | HS138                           | Avond                           | Stefan Kraft                                                                                  | Daniel Tschofenig                                                   | Jan Hörl                                                                        |
| 17/03/2024                                                                          | Vikersund                       | HS225                           | Skivliegen                      | Stefan Kraft                                                                                  | Daniel Huber                                                        | Domen Prevc                                                                     |
| 17/03/2024                                                                          | Vikersund                       | HS225                           | Skivliegen Avond                | Daniel Huber                                                                                  | Stefan Kraft                                                        | Timi Zajc                                                                       |
| Eindklassement Raw Air:                                                             | Eindklassement Raw Air:         | Eindklassement Raw Air:         | Eindklassement Raw Air:         | Stefan Kraft                                                                                  | Peter Prevc                                                         | Daniel Huber                                                                    |
| Planica 7 2024                                                                      |                                 |                                 |                                 |                                                                                               |                                                                     |                                                                                 |
| 22/03/2024                                                                          | Planica                         | HS240                           | Skivliegen                      | Peter Prevc                                                                                   | Daniel Huber                                                        | Johann André Forfang                                                            |
| 23/03/2024                                                                          | Planica                         | HS240                           | Skivliegen Team                 | Oostenrijk Daniel Tschofenig Michael Hayböck Stefan Kraft Daniel Huber                        | Slovenië Lovro Kos Domen Prevc Timi Zajc Peter Prevc                | Noorwegen Robert Johansson Benjamin Østvold Marius Lindvik Johann André Forfang |
| 24/03/2024                                                                          | Planica                         | HS240                           | Skivliegen                      | Daniel Huber                                                                                  | Domen Prevc                                                         | Aleksander Zniszczoł                                                            |
| Eindstand Planica 7:                                                                | Eindstand Planica 7:            | Eindstand Planica 7:            | Eindstand Planica 7:            | Daniel Huber                                                                                  | Peter Prevc                                                         | Johann André Forfang                                                            |

### Eindstanden
| Wereldbeker algemeen | Wereldbeker algemeen | Wereldbeker algemeen | Wereldbeker algemeen |
| #                    | Naam                 | Land                 | Punten               |
| -------------------- | -------------------- | -------------------- | -------------------- |
| 1                    | Stefan Kraft         | AUT                  | 2149                 |
| 2                    | Ryoyu Kobayashi      | JPN                  | 1673                 |
| 3                    | Andreas Wellinger    | GER                  | 1488                 |
| 4                    | Jan Hörl             | AUT                  | 1140                 |
| 5                    | Peter Prevc          | SLO                  | 1071                 |
| 6                    | Michael Hayböck      | AUT                  | 882                  |
| 7                    | Johann André Forfang | NOR                  | 867                  |
| 8                    | Marius Lindvik       | NOR                  | 854                  |
| 9                    | Lovro Kos            | SLO                  | 792                  |
| 10                   | Pius Paschke         | GER                  | 778                  |

| Wereldbeker skivliegen | Wereldbeker skivliegen | Wereldbeker skivliegen | Wereldbeker skivliegen |
| #                      | Naam                   | Land                   | Punten                 |
| ---------------------- | ---------------------- | ---------------------- | ---------------------- |
| 1                      | Daniel Huber           | AUT                    | 429                    |
| 2                      | Stefan Kraft           | AUT                    | 426                    |
| 3                      | Peter Prevc            | SLO                    | 382                    |
| 4                      | Timi Zajc              | SLO                    | 296                    |
| 5                      | Domen Prevc            | SLO                    | 270                    |
| 6                      | Ryoyu Kobayashi        | JPN                    | 189                    |
| 7                      | Andreas Wellinger      | GER                    | 174                    |
| 8                      | Johann André Forfang   | NOR                    | 172                    |
| 9                      | Aleksander Zniszczoł   | POL                    | 160                    |
| 10                     | Michael Hayböck        | AUT                    | 157                    |

## Vrouwen

### Kalender
| Datum                   | Plaats                  | Schans                  | Opmerking               | Eerste                           | Tweede                                   | Derde                                               |
| ----------------------- | ----------------------- | ----------------------- | ----------------------- | -------------------------------- | ---------------------------------------- | --------------------------------------------------- |
| 02/12/2023              | Lillehammer             | HS98                    |                         | Yuki Ito                         | Joséphine Pagnier                        | Alexandria Loutitt                                  |
| 03/12/2023              | Lillehammer             | HS140                   |                         | Joséphine Pagnier                | Alexandria Loutitt                       | Eirin Maria Kvandal                                 |
| 15/12/2023              | Engelberg               | HS140                   | Avond                   | Joséphine Pagnier                | Alexandria Loutitt                       | Ema Klinec                                          |
| 16/12/2023              | Engelberg               | HS140                   |                         | Nika Prevc                       | Ema Klinec                               | Eirin Maria Kvandal                                 |
| 30/12/2023              | Garmisch-Partenkirchen  | HS142                   | Avond                   | Nika Prevc                       | Eirin Maria Kvandal                      | Abigail Strate                                      |
| 01/01/2024              | Oberstdorf              | HS137                   | Avond                   | Eva Pinkelnig                    | Abigail Strate                           | Jacqueline Seifriedsberger                          |
| 03/01/2024              | Villach                 | HS98                    |                         | Nika Prevc                       | Eva Pinkelnig                            | Abigail Strate                                      |
| 04/01/2024              | Villach                 | HS98                    |                         | Nika Prevc                       | Eva Pinkelnig                            | Nika Križnar                                        |
| 13/01/2024              | Sapporo                 | HS137                   | Avond                   | Eva Pinkelnig                    | Jenny Rautionaho                         | Eirin Maria Kvandal                                 |
| 14/01/2024              | Sapporo                 | HS137                   |                         | Yuki Ito                         | Katharina Schmid                         | Nika Križnar                                        |
| 19/01/2024              | Yamagata                | HS102                   | Avond                   | Nika Prevc                       | Yuki Ito                                 | Alexandria Loutitt                                  |
| 20/01/2024              | Yamagata                | HS102                   | Superteam Avond         | Slovenië Nika Križnar Nika Prevc | Canada Abigail Strate Alexandria Loutitt | Oostenrijk Jacqueline Seifriedsberger Eva Pinkelnig |
| 21/01/2024              | Yamagata                | HS102                   |                         | Afgelast                         | Afgelast                                 | Afgelast                                            |
| 27/01/2024              | Ljubno                  | HS94                    |                         | Eva Pinkelnig                    | Nika Prevc                               | Alexandria Loutitt                                  |
| 28/01/2024              | Ljubno                  | HS94                    |                         | Nika Prevc                       | Eva Pinkelnig                            | Nika Križnar                                        |
| 03/02/2024              | Willingen               | HS147                   |                         | Jacqueline Seifriedsberger       | Sara Takanashi                           | Katharina Schmid                                    |
| 04/02/2024              | Willingen               | HS147                   |                         | Silje Opseth                     | Nika Prevc                               | Yuki Ito                                            |
| 17/02/2024              | Râșnov                  | HS97                    |                         | Afgelast                         | Afgelast                                 | Afgelast                                            |
| 18/02/2024              | Râșnov                  | HS97                    |                         | Afgelast                         | Afgelast                                 | Afgelast                                            |
| 24/02/2024              | Hinzenbach              | HS90                    |                         | Eva Pinkelnig                    | Jacqueline Seifriedsberger               | Katharina Schmid                                    |
| 25/02/2024              | Hinzenbach              | HS90                    |                         | Eva Pinkelnig                    | Nika Prevc                               | Jacqueline Seifriedsberger                          |
| 01/03/2024              | Lahti                   | HS130                   | Avond                   | Nika Križnar                     | Jacqueline Seifriedsberger               | Eva Pinkelnig                                       |
| Raw Air 2024            |                         |                         |                         |                                  |                                          |                                                     |
| 09/03/2024              | Oslo                    | HS134                   |                         | Silje Opseth                     | Katharina Schmid                         | Eirin Maria Kvandal                                 |
| 10/03/2024              | Oslo                    | HS134                   |                         | Eirin Maria Kvandal              | Nika Prevc                               | Eva Pinkelnig                                       |
| 12/03/2024              | Trondheim               | HS105                   | Avond                   | Eirin Maria Kvandal              | Eva Pinkelnig                            | Nika Križnar                                        |
| 13/03/2024              | Trondheim               | HS138                   | Avond                   | Nika Prevc                       | Eirin Maria Kvandal                      | Eva Pinkelnig                                       |
| 16/03/2024              | Vikersund               | HS225                   | Skivliegen Avond        | Afgelast                         | Afgelast                                 | Afgelast                                            |
| 17/03/2024              | Vikersund               | HS225                   | Skivliegen Avond        | Eirin Maria Kvandal              | Silje Opseth                             | Eva Pinkelnig                                       |
| Eindklassement Raw Air: | Eindklassement Raw Air: | Eindklassement Raw Air: | Eindklassement Raw Air: | Eirin Maria Kvandal              | Silje Opseth                             | Eva Pinkelnig                                       |
| 21/03/2024              | Planica                 | HS102                   |                         | Eva Pinkelnig                    | Alexandria Loutitt                       | Nika Prevc                                          |

### Eindstand
| #  | Naam                       | Land | Punten |
| -- | -------------------------- | ---- | ------ |
| 1  | Nika Prevc                 | SLO  | 1454   |
| 2  | Eva Pinkelnig              | AUT  | 1305   |
| 3  | Alexandria Loutitt         | CAN  | 1030   |
| 4  | Yuki Ito                   | JPN  | 1018   |
| 5  | Jacqueline Seifriedsberger | AUT  | 935    |
| 6  | Nika Križnar               | SLO  | 893    |
| 7  | Joséphine Pagnier          | FRA  | 843    |
| 7  | Eirin Maria Kvandal        | NOR  | 843    |
| 9  | Sara Takanashi             | JPN  | 799    |
| 10 | Katharina Schmid           | GER  | 751    |